# アイアムザモーニング
アイアムザモーニング（iamthemorning）は、2010年に結成されたロシアのプログレッシブ・ロック/チェンバー・ポップ・デュオで、歌手のマリアナ・セムキナとピアニストのグレブ・コリャーディンで構成されている。

## 略歴
デュオは2010年の初めに結成された。彼らの名前は、オーシャンサイズのデビュー・アルバム『Effloresce』収録の「I Am the Morning」という曲に由来している。バンドは2012年4月にデビュー・アルバム『〜』をセルフリリースした。
2枚目のスタジオ・アルバム『Belighted』は、2014年9月にKスコープからリリースされた。ロンドンでマーセル・ヴァン・リンビーク（トーリ・エイモス）によって録音およびミキシングされたこのアルバムには、ポーキュパイン・ツリーのドラマーであるギャヴィン・ハリソンが参加している。彼らの3枚目のスタジオ・アルバムである『ライトハウス』には、同じくポーキュパイン・ツリーのベーシストであるコリン・エドウィンと、ハリソンとリンビークに加えて、リヴァーサイドのボーカリストのマリウス・デューダが参加している。バンドは3枚のアルバムすべてを自分たちでプロデュースした。
バンドは2015年秋のツアーで、リヴァーサイド、アルスティディル (Árstíðir)、ガスパチョ (Gazpacho)をサポートした。
バンドは、2016年のプログレッシブ・ミュージック・アワードにて、アルバム『ライトハウス』により、アルバム・オブ・ザ・イヤーを受賞した。

## 音楽スタイル
アイアムザモーニングの音楽は、バンドによるプログレッシブ・ロックとチェンバー・ミュージックの組み合わせに関連して、レビュアーとバンド自身の双方から、一般に「チェンバー・プログ」または「チェンバー・プログレッシブ・ロック」と呼ばれている。マリアナ・セムキナとグレブ・コリャーディンだけがバンドの公式メンバーだが、アイアムザモーニングには通常、ギター、ベース、ドラム、弦楽四重奏、さまざまな管楽器など、他の数名の楽器演奏者が含まれている。

## ディスコグラフィ

### スタジオ・アルバム
- ~ (2012年)
- Belighted (2014年)
- 『ライトハウス』 - Lighthouse (2016年)
- 『オーシャン・サウンズ』 - Ocean Sounds (2018年)
- 『聖園の鍾響』 - The Bell (2019年)

### EP
- Miscellany (2014年)
- Counting the Ghosts (2020年)

### ライブ・アルバム
- From the House of Arts (2015年)

### DVD
- Ocean Sounds (2018年)